# Внутрішня справа
«Внутрішня справа» (англ. «Inside Job») або ще має назву "Інсайдери" — американський документальний фільм 2010 року про фінансову кризу 2007—2010 знятий режисером Чарльзом Фергюсеном в 2010 році. Прем'єра фільму відбулась на Канському кінофестивалі в травні 2010 року. За словами Фергюсена цей фільм про «системну корупцію в фінансовій сфері Сполучених штатів та її наслідки». Фільм складається з інтерв'ю відомих банкірів, політиків і фінансистів, які приходять до висновку, що причиною кризи є надмірна лібералізація фінансових ринків.
Журнал New York розкритикував фільм як «агресивний і упереджений» назвавши той факт, що зірка Голлівуду Метт Деймон виступає як оратор, як «відхід від Обами».
Фільм отримав премію «Оскар» як найкращий документальний фільм у 2011 році.
Фільм буде дуже цікаво подивитися не лише працівникам фінансової сфери, але й звичайним людям, які професійно знаходяться далеко від теми фінансів та економіки. Фільм на конкретному прикладі та шляхом поступового журналістського розслідування показує, як маніпуляції суспільною думкою та наукою, "легкі" гроші та вигода призводять до оману великої кількості людей та в кінці становляться причиною глобальних потрясінь та втрат за рахунок збагачення невеликої групи топ-фінансистів, науковців та чиновників. Документальний фільм можна віднести до освітній категорії, оскільки надає бачення та тенденції розвитку економічних та політичних питань в певний момент часу.